# Alan Roura

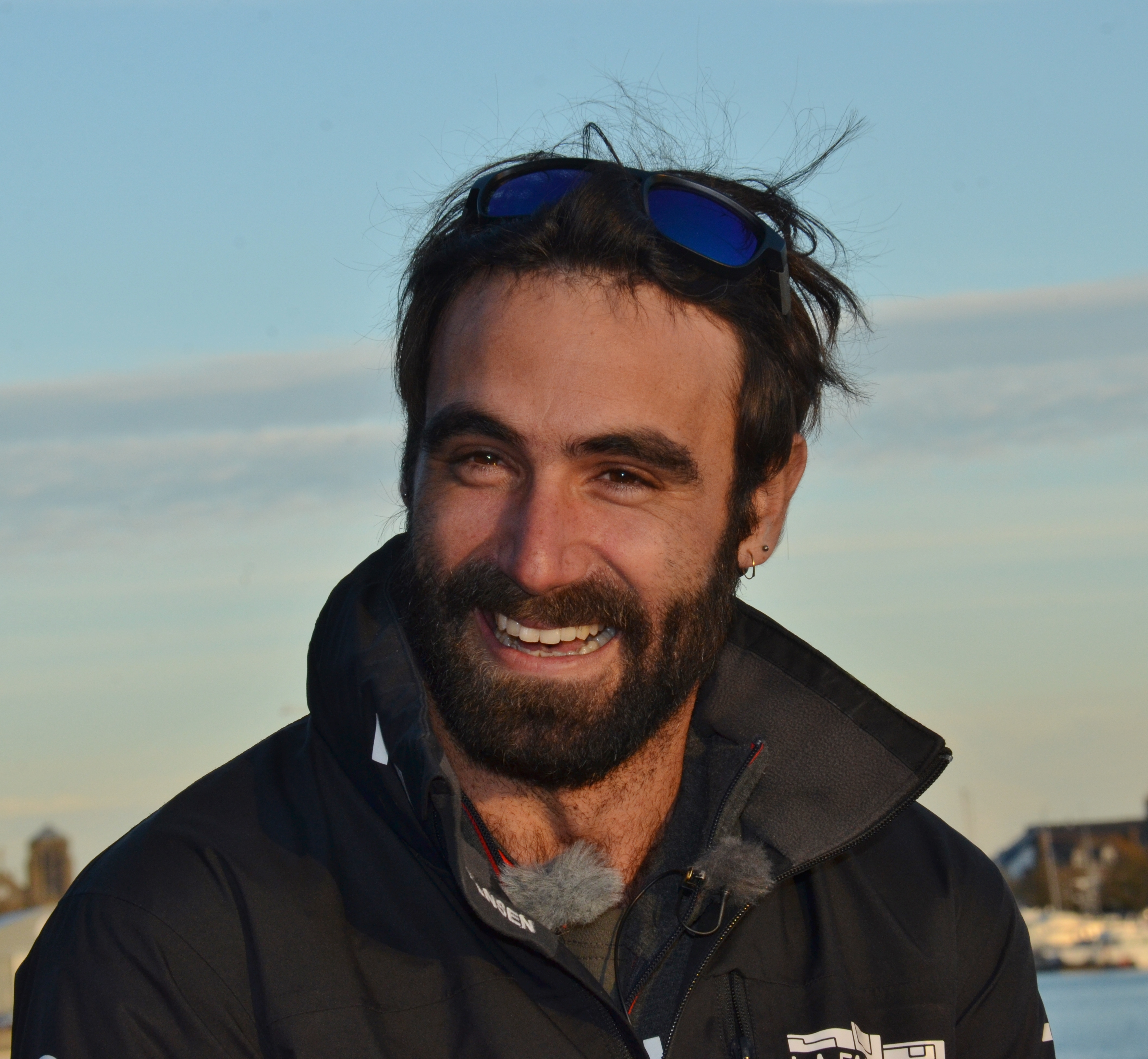
Alan Roura im Jahr 2018

Alan Roura (* 26. Februar 1993 in Onex, Schweiz) ist ein Schweizer Segelsportler.
Im Alter von 23 Jahren wurde Roura an der Vendée Globe 2016/17 zum jüngsten Teilnehmer, der je an dieser Einhand-Regatta rund um die Welt mitgesegelt ist. 2019 setzte er mit 7 Tagen, 16 Stunden und 55 Minuten die Rekordmarke für die schnellste Einhand-Überquerung des Atlantiks von New York nach Lizard Point im Süden Englands in einem Einrumpfboot mit einer Länge von 60 Fuß (18,30 m).

## Wichtigste Resultate
- 2024/25: Vendée Globe – 18.
- 2020/21: Vendée Globe – 17.
- 2020: Défi Azimut – 14.
- 2020: Transat Jacques Vabre – 21.
- 2019: Défi Azimut – 15.
- 2019: Fastnet Race – 8.
- 2018: Route du Rhum – 7.
- 2018: Monaco Globe Series – 6.
- 2017: Transat Jacques Vabre – 9.
- 2016/17: Vendée Globe – 12.
- 2015: Grand Prix Guyader – 7.
- 2013: Mini Transat – 11.

## Belege
1. ↑  Der Schweizer Seebär Alan Roura hat soeben den Atlantik in Rekordzeit überquert. Abgerufen am 2. Januar 2022.

| Personendaten    | Personendaten           |
| ---------------- | ----------------------- |
| NAME             | Roura, Alan             |
| KURZBESCHREIBUNG | Schweizer Segelsportler |
| GEBURTSDATUM     | 26. Februar 1993        |
| GEBURTSORT       | Onex, Schweiz           |